# Chotín
Chotín este o comună slovacă, aflată în districtul Komárno din regiunea Nitra. Localitatea se află la altitudinea de 110 m deasupra n.m., se întinde pe o suprafață de 20,43 km2 și în 2017 număra 1.395 de locuitori. Se învecinează cu comuna Komárno.

## Istoric
Localitatea Chotín este atestată documentar din 1138.

## Demografie
| An:                | 1994 | 2004   | 2014   | 2024   |
| ------------------ | ---- | ------ | ------ | ------ |
| Număr de persoane: | 1468 | 1417   | 1383   | 1385   |
| Diferență:         |      | −3,47% | −2,39% | +0,14% |

| An:                | 2023 | 2024   |
| ------------------ | ---- | ------ |
| Număr de persoane: | 1392 | 1385   |
| Diferență:         |      | −0,50% |